# أدولف لانتز
أدولف لانتز (بالألمانية: Adolf Lantz)‏ (و. 1882 – 1949 م) هو كاتب سيناريو نمساوي، ولد في فيينا، توفي في لندن، عن عمر يناهز 67 عاماً.

## وصلات خارجية
- أدولف لانتز على موقع IMDb (الإنجليزية)
- أدولف لانتز على موقع ألو سيني (الفرنسية)
- أدولف لانتز على موقع أول موفي (الإنجليزية)
- أدولف لانتز على موقع قاعدة بيانات الأفلام السويدية (السويدية)
- أدولف لانتز على موقع قاعدة بيانات الفيلم (الإنجليزية)